# Generalporočnik (Bolgarija)
Generalporočnik (bolgarsko Генерал-лейтенант) je drugi najvišji (trozvezdni) generalski vojaški čin v Bolgarski kopenski vojski in Bolgarskem vojnem letalstvu; uvršča se v Natov razred OF-08. Enakovreden je činu viceadmirala v Bolgarski vojni mornarici. Nadrejen je činu generalmajorja in podrejen činu generala.
Čin je bil ustanovljen leta 2000 s spremembo Zakona o obrambi in Oboroženih silah Republike Bolgarije in je enakovreden istočasno ukinjenemu činu generalpolkovnika. 
Oznaka čina je sestavljena iz treh zvezd.
Po trenutni zakonodaji je starostna omejitev za generalmajorja 60 let. 